# Viola orthoceras
Viola orthoceras Ledeb. – gatunek roślin z rodziny fiołkowatych (Violaceae). Występuje naturalnie w zachodniej części Przedkaukazia. 

## Morfologia
PokrójBylina dorastająca do 15–75 cm wysokości, tworzy kłącza.
LiścieBlaszka liściowa ma kształt od owalnego do owalnie lancetowatego. Mierzy 1,2–2 cm długości oraz 0,6–1,2 cm szerokości, jest karbowana na brzegu, ma sercowatą nasadę i tępy wierzchołek. Ogonek liściowy jest nagi i ma 10–15 mm długości. Przylistki są owalnie lancetowate i osiągają 5–36 mm długości.
KwiatyPojedyncze, wyrastające z kątów pędów. Mają działki kielicha o równowąsko lancetowatym kształcie i dorastające do 12–20 mm długości. Płatki są odwrotnie jajowate, mają niebieskofioletową barwę oraz 12–20 mm długości, dolny płatek posiada obłą ostrogę o długości 10-12 mm.
OwoceTorebki mierzące 9-12 mm długości, o podługowato jajowatym kształcie.